# Hyperkeratose der Ballen

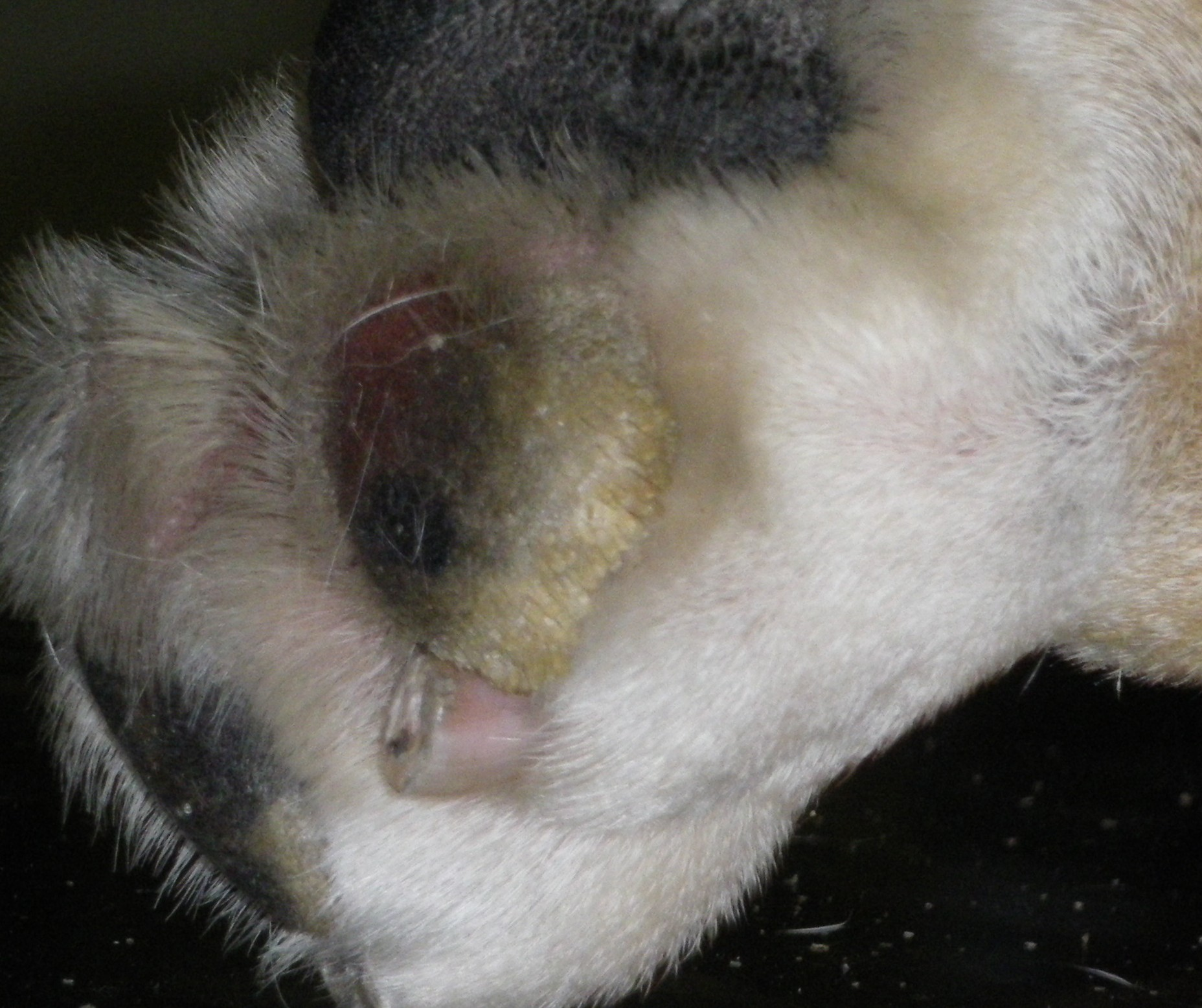
Hyperkeratose der Ballen bei einer Englischen Bulldogge

Die Hyperkeratose der Ballen (auch digitale Hyperkeratose; digital lat.: die Ballen/Finger betreffend) ist eine übermäßige Verhornung (Hyperkeratose), bei der lange Hornzipfel an den Ballen aller vier Pfoten von Hunden entstehen. Die Erkrankung ist vermutlich erblich bedingt und wurde gehäuft bei einigen Zuchten von Bordeaux-Doggen, Golden Retriever, Labrador Retriever, Kerry Blue Terriern, Bedlington Terriern und Irish Terriern beobachtet, Einzelfälle können auch bei anderen Hunderassen auftreten. Die Verhornungsstörung zeigt sich ab einem Alter von sechs Monaten. Die Diagnose kann histologisch gesichert werden.
Eine spezifische Therapie ist nicht bekannt. Symptomatisch kann eine 50%ige Propylenglycol-Lösung lokal angewendet werden. Durch regelmäßiges mechanisches Abtragen der Hornzipfel kann die Elastizität des Ballens erhalten werden.
Die erbliche Hyperkeratose ist nicht zu verwechseln mit der Hard pad disease, einer Komplikation der heute in Europa dank Impfung selten gewordenen viralen Infektionskrankheit Staupe. Weitere Erkrankungen, die zu einer Hyperkeratose führen können, sind die Vitamin-A-reaktive Dermatose, die Zink-reaktive Dermatose, das Hepatokutane Syndrom, die Leishmaniose, Pemphigus foliaceus und Lupus erythematodes.